# Борове газове родовище
Борове газове родовище — дуже дрібне родовище у Харківській області України, за півтора десятка кілометрів від південної околиці Харкова.

## Опис
Належить до Північного борту нафтогазоносного району Східного нафтогазоносного регіону України.
Родовище відкрили у 2011 році внаслідок спорудження компанією «Укргазвидобування» свердловини  10-Борова, яка досягнула глибини у 4340 метрів.
Вуглеводні пов'язані із породами серпухівського ярусу нижнього карбону.
В Державному балансі за родовищем рахуються запаси категорії С2 у розмірі 46 млн м3 газу.